# Organizacja Armii Cesarstwa Austriackiego w 1866
Organizacja Armii Cesarstwa Austriackiego w roku 1866.

## Dowództwo
Głównodowodzącym armii austriackiej był cesarz Franciszek Józef I. Armią Północną dowodził (od 12 maja 1866) feldcechmistrz Ludwig von Benedek, szefem sztabu był feldmarszałek-porucznik Alfred von Henikstein, natomiast szefem kancelarii działań wojennych generał-major Gideon Krizmanics.
Armią Południową dowodził arcyksiążę Albrecht Fryderyk Habsburg, a szefem sztabu był generał-major Franz von John.

## Liczebność
W 1866 armia austriacka liczyła ok. 270–300 tysięcy żołnierzy i składała się z 80 liniowych pułków piechoty, 1 pułku strzelców tyrolskich (Kaiserjäger), 232 batalionów strzelców, 14 pułków granicznych i 34 pułków kawalerii. Co roku do armii przyjmowano 80-85 tysięcy poborowych. Służba zasadnicza trwała 2 lata, po czym na 2 lata trafiało się do oddziałów rezerwy  pozostając w szeregach armii. Później zmieniono czas służby na 1-3 lat w piechocie, 7-8 lat w kawalerii, 3 lata w wojskach inżynieryjnych, po czym rezerwiści otrzymywali urlop, z którego w każdej chwili mogli być powołani do wojska.

## Uzbrojenie
Podstawowym uzbrojeniem piechoty był karabin Lorenza z bagnetem, natomiast strzelcy tyrolscy posiadali sztucery.
Artyleria posiadała armaty polowe, 4 i 8-funtowe, odlane z brązu, gwintowane, ładowane odprzodkowo. Natomiast artyleria forteczna używała dział 6, 12, 24, 48-funtowych, ładowanych odtylcowo. Używano również wyrzutni rakiet.

## Organizacja
Armia austriacka wystawiła dwa duże związki operacyjne: Armię Południową i Armię Północną. 
Wspomagała ją Armia Zachodnia (Związku Niemieckiego), złożona z armii sprzymierzonych z Austrią państw niemieckich (Królestwo Bawarii, Królestwo Hanoweru, Królestwo Saksonii, Królestwo Wirtembergii, Wielkie Księstwo Badenii, Księstwo elektorskie Hesja-Kassel, Księstwo Hesja-Darmstadt, Księstwo Liechtensteinu, Księstwo Nassau, Księstwo Reiss-Greiz, Księstwo Sachsen-Meiningen, Wolne Miasto Frankfurt nad Menem).
Armia austriacka dzieliła się na korpusy. W skład każdego z nich wchodziły 4 brygady piechoty, 1 brygada kawalerii lekkiej, rezerwa artyleryjska w postaci 40 dział (2 baterie piesze 8-funtowe, 2 baterie konne, bateria rakietowa), 2 kompanie inżynieryjne, 2 kompanie pionierów z 4 taborami mostowymi, kompanie amunicyjne, służby pomocnicze. Łącznie korpus liczył 28 batalionów piechoty, 10 szwadronów kawalerii, 10 baterii, w sumie 30 tysięcy żołnierzy i 80 dział.

### Piechota
Brygada piechoty składała się z 2 trzybatalionowych pułków piechoty, batalionu strzelców celnych i baterii pieszej 4-funtowej. W sumie liczyła ona 7 tysięcy żołnierzy i 8 dział. Pułk na stopie pokojowej liczył 4 bataliony, przy czym czwarty batalion był zawsze przeznaczony do służby fortecznej. W czasie wojny tworzono dodatkowy piąty batalion.
Batalion składał się z 6 kompanii (razem 1018 żołnierzy), przy czym na każdą z nich składały się 2 plutony.

### Kawaleria
Dywizję kawalerii tworzyły 2 brygady kawalerii ciężkiej i 1 brygada kawalerii lekkiej - w sumie 26 szwadronów, 3 baterie, 3900 żołnierzy i 24 działa. W skład brygady kawalerii lekkiej wchodziły 2 pułki (10 szwadronów) i bateria konna 4-funtowa (ogółem 1900 żołnierzy i 8 dział).

### Artyleria
Artyleria składała się z 12 pułków: 9 samodzielnych oraz 3 stanowiących artylerię korpuśną. Pułk artylerii składał się z 4 baterii armat 4-funtowych, przy czym każda bateria liczyła 8 dział z zaprzęgami. Na stopie wojennej pułk wystawiał 10 baterii po 8 dział, czyli razem 80 dział. Pięć pułków artylerii było wzmocnionych 4 bateriami górskimi po 8 dział, czyli każdy z nic posiadał 32 działa więcej. 6., 11. i 12. pułk artylerii stanowiły rezerwę artyleryjską dla dywizji kawalerii.
Pułk artylerii składał się z 1 baterii pieszej 4-funtowej (4 działa), 1 baterii konnej 4-funtowej (4 działa), 4 baterii konnych 4-funtowych z 8 działami (w sumie 32 działa), 4 baterii pieszych 8-funtowych z 8 działami (razem 32 działa), kompanii parkowej i 4 kompanii fortecznych.